# ایننشتات (براونشوایگ)
ایننشتات (به آلمانی: Innenstadt) یک منطقهٔ مسکونی در آلمان است که در براونشوایگ واقع شده‌است. ایننشتات ۱۳٬۳۵۰ نفر جمعیت دارد.